# Mata Ortiz
Mata Ortiz är en ort i Mexiko.   Den ligger i kommunen Medellín och delstaten Veracruz, i den sydöstra delen av landet, 300 km öster om huvudstaden Mexico City. Mata Ortiz ligger 38 meter över havet och antalet invånare är 294.
Terrängen runt Mata Ortiz är platt. Runt Mata Ortiz är det ganska glesbefolkat, med 48 invånare per kvadratkilometer. Närmaste större samhälle är Veracruz, 15,8 km nordost om Mata Ortiz. Omgivningarna runt Mata Ortiz är en mosaik av jordbruksmark och naturlig växtlighet.